# Reinier Craeyvanger

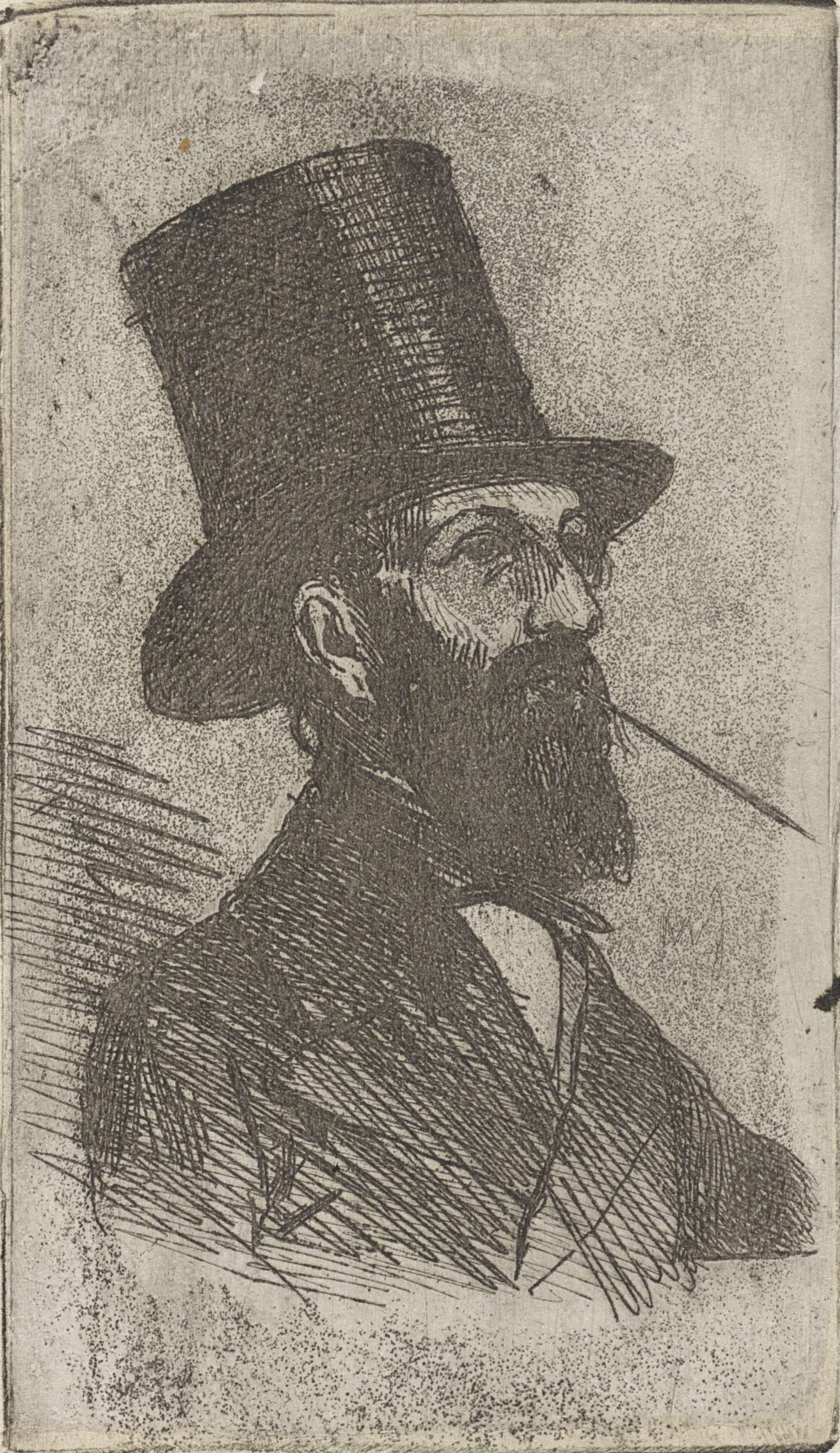
Reinier Craeyvanger, de Jan Weissenbruch.

Reinier Craeyvanger (Utrecht, 29 de fevereiro de 1812 - Amesterdão, 10 de janeiro de 1880) foi um pintor e músico (baixista, baixista e violoncelista) holandês. Além de suas obras, é conhecido por cópias de grandes mestres como Jan Steen, Gerard Dou o Frans van Mieris. 
Seu irmão Gijsbertus também era pintor e seu pai Gerardus era músico.
Reinier estudou na Academia Real de Belas Artes de Amsterdam, onde, entre outros, ele era estudante de Jan Willem Pieneman.
Foi membro de Arti et Amicitiae e um dos membros fundadores da  De Haagse Etsclub na Haia.

## Galeria

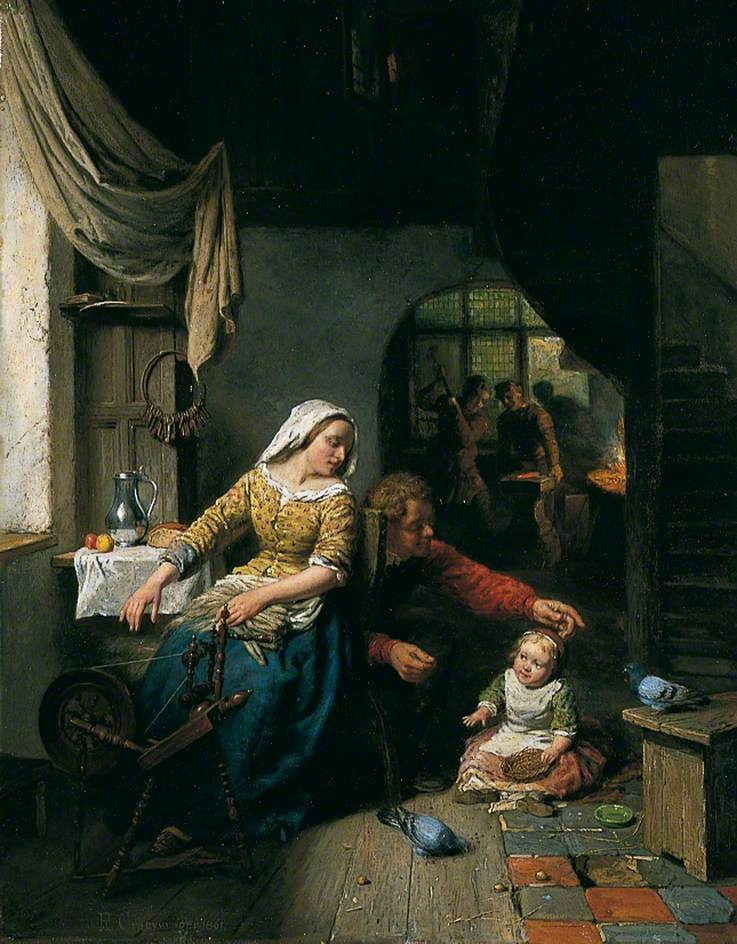
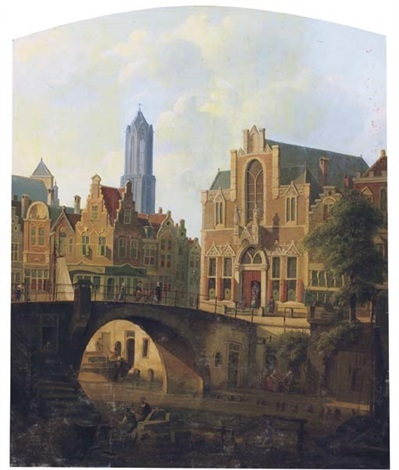
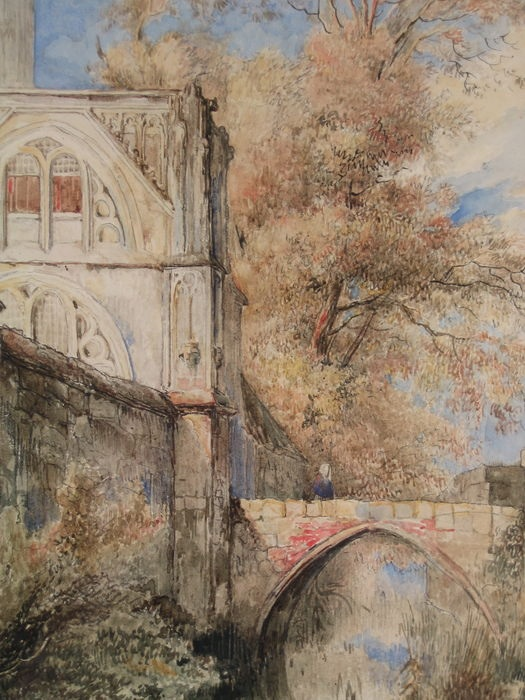
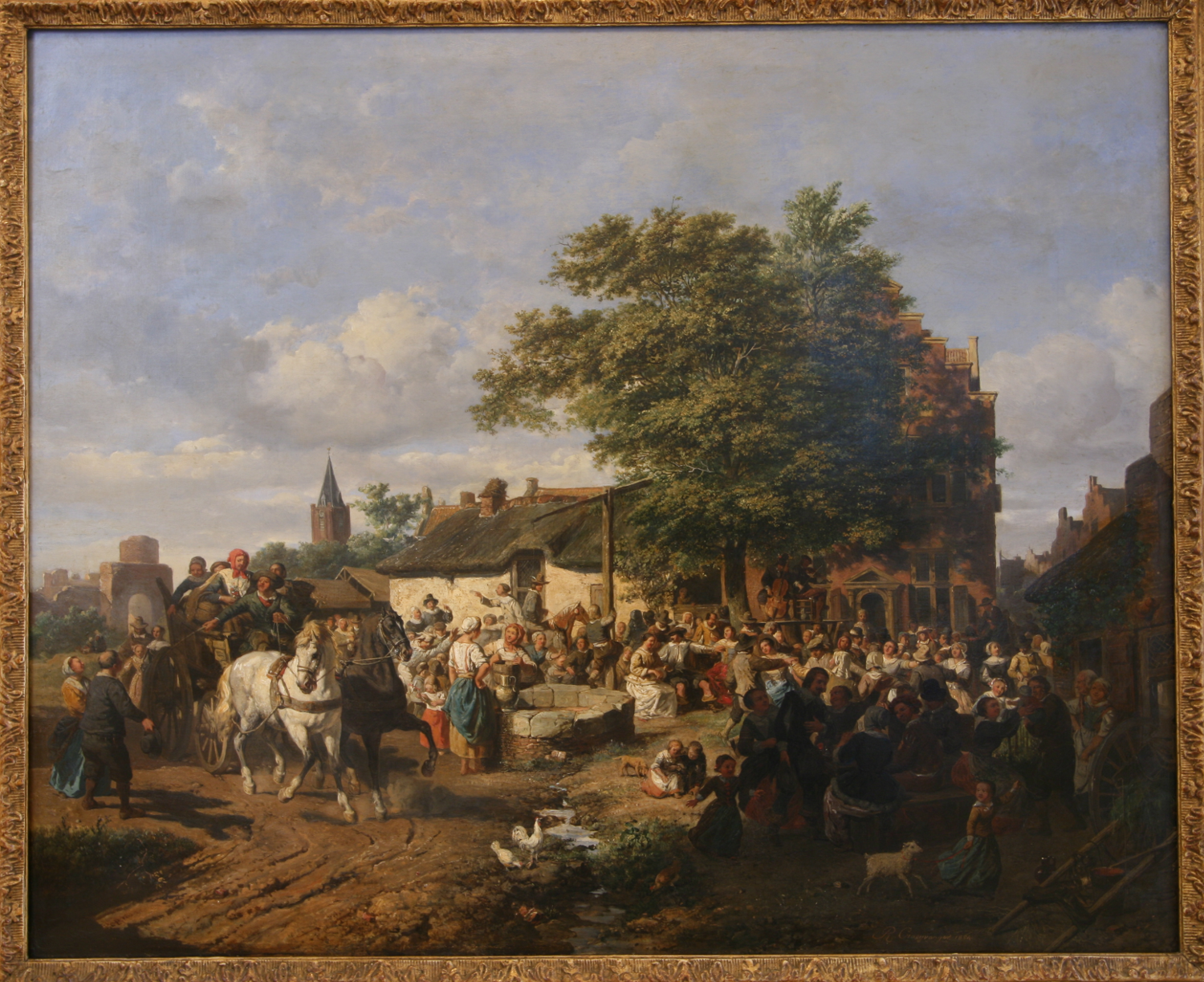